# Calycomyza cassiae
Calycomyza cassiae är en tvåvingeart som beskrevs av Frost 1936. Calycomyza cassiae ingår i släktet Calycomyza och familjen minerarflugor.
Artens utbredningsområde är Panama. Inga underarter finns listade i Catalogue of Life.